# Fritz Hoffmann-Bug
Fritz Hoffmann-Bug (* 19. Juli 1915 in Meerbeck; † 1997 in Bamberg) war ein deutscher Maler.

## Leben
Zum Wehrdienst wurde Hoffmann-Bug nach Bamberg eingezogen und kehrte nach dem Krieg dorthin wieder als freischaffender Maler zurück. Bis in die 1980er Jahre hinein prägte er das Kulturleben in Bamberg entscheidend mit. Als Gründungsmitglied des Berufsverbandes Bildender Künstler Oberfranken stand er diesem von 1956 bis 1987 als Erster Vorsitzender vor. Sein Engagement galt unter anderem als Juror bei Ausstellungen und Wettbewerben zu Beispiel bei dem Bau des neuen Bamberger Klinikums am Bruderwald. Zu seinem Gesamtwerk gehören Skizzen, Aquarelle, Zeichnungen, Collagen und Gemälde.

## Ehrenämter
- 1978–1982: Präsident des Berufsverbands Bildender Künstler Landesverband Bayern e. V.

## Ehrungen
- 1975: Bürgermedaille der Gemeinde Bug
- 1975: Ehrenmedaille des Bezirks Oberfranken
- 1978: Ehrenmedaille der Stadt Graz
- 1986: Verdienstkreuz am Bande